# Transgenesi
Partendo dalla definizione di transgene ovvero un gene estraneo inserito in un qualsiasi organismo tramite operazioni di ingegneria genetica, intendiamo oggi con il termine transgenesi l'inserimento di un gene esogeno all'interno del genoma di un organismo bersaglio che funge da ospite; qui il transgene verrà espresso e sarà poi trasmesso alla progenie. Gli organismi transgenici spesso vengono indicati come Organismi Geneticamente Modificati (OGM): i due termini non sono sinonimi in quanto il termine transgenesi si riferisce all'inserimento, nel genoma di un dato organismo, di geni provenienti da un organismo di specie diversa. Sono invece definiti OGM anche quegli organismi che risultano da modificazioni che non prevedono l'inserimento di alcun gene (es. sono OGM anche gli organismi dal cui genoma sono stati tolti dei geni), così come gli organismi in cui il materiale genetico inserito proviene da un organismo "donatore" della stessa specie. In questo secondo caso alcuni studiosi parlano di organismi cisgenici.
La transgenesi è divenuta una tecnica molto utile per studiare i problemi dell'espressione genica e dello sviluppo dei mammiferi e per stabilire sistemi modello animali validi per le malattie dell'uomo. Un'applicazione interessante riguarda l'utilizzo della ghiandola mammaria per produrre con il latte proteine importanti a livello farmaceutico. Il latte è un fluido corporeo secreto, rinnovabile, prodotto in quantità consistenti e che si può raccogliere frequentemente senza nuocere all'animale. Una nuova proteina farmacologicamente attiva, presente all'interno della ghiandola mammaria e secreta con il latte, non dovrebbe inoltre avere effetti secondari sui normali processi fisiologici dell'animale transgenico e dovrebbe subire modificazioni post-traduzionali almeno strettamente compatibili con quelle dell'uomo. Infine la purificazione di una proteina dal latte, che contiene soltanto un piccolo numero di proteine diverse dovrebbe risultare relativamente semplice.

Diagramma che confronta i cambiamenti genetici ottenuti mediante selezione delle piante convenzionali, transgenesi e cisgenesi

## Origini della transgenesi
Le origini della transgenesi risalgono alla metà degli anni '70. Il primo esperimento è da ricondurre a Rudolf Jaenish che, con una micropipetta iniettò dei frammenti di DNA di SV40 nella cavità celomatica di un embrione di topo, dimostrando per la prima volta che si potevano ottenere dei mammiferi mutanti.
I topi risultati da questo esperimento, erano mutanti, ma non potevano essere considerati transgenici.
Nel 1980 un nuovo gruppo di scienziati capeggiati da J.W. Gordon e da F.H. Ruddle misero a punto un nuovo esperimento: microiniettando del DNA ricombinante all'interno dello zigote dimostrando in seguito la trasmissione del transgene alla progenie. Gli animali ottenuti, sono stati per la prima volta denominati transgeni, e questa tecnica è comunemente adoperata ancora oggi.
Nel 1982 si assiste ad una nuova tappa fondamentale nella storia della transgenesi. Gli scienziati R.D. Palmiter e R.I. Brinster microiniettarono nei topi il gene dell'ormone della crescita. L'esperimento produsse dei ceppi di topi molto più grandi di quelli normali, dimostrando che era possibile modificare oltre al genotipo anche il fenotipo.

## Metodi di transgenesi
Esistono diversi metodi di transgenesi. I più semplici (utilizzati nella routine di laboratorio) consistono nell'uso di batteri e virus come vettori per il trasferimento genico. In parallelo sono stati sviluppati metodi alternativi per veicolare il DNA esogeno nell'ospite: metodi fisici, metodi chimici e l'endocitosi mediata da recettore. Metodi più complessi, ad esempio utilizzati nelle biotecnologie agrarie, comprendono le tecniche biobalistiche e la microiniezione. La transgenesi viene utilizzata nell'ingegneria genetica anche per la produzione di proteine eterologhe.
La transgenesi prevede diversi passaggi:
1. L'identificazione del gene di interesse;
2. Costruzione del transgene. Esso prevede la realizzazione di una sequenza di nucleotidi che comprende la proteina di interesse a valle di un gene promotore (per consentire la trascrizione) e a monte di un terminatore di trascrizione. La scelta del promotore può dirigere l'espressione genica, che può essere limitata a una parte del corpo (foglie o radici, ghiandole mammarie...) o a una fase di sviluppo. In alcuni casi l'inserimento del transgene avviene attraverso l'uso di un vettore che può comprendere sequenze che regolano la replicazione. I vettori più conosciuti sono i plasmidi, piccoli anelli di DNA batterico. Le sequenze di controllo devono comprendere un promotore adatto per l'organismo ricevente e marcatori di selezione, che, ad esempio, possono essere geni per la resistenza agli antibiotici o erbicidi.
3. La trasformazione degli organismi bersaglio avviene attraverso la tranfezione del DNA esogeno e di conseguenza l'integrazione delle informazioni genetiche all'interno della cellula ospite. L'introduzione del transgene o del vettore nel genoma della cellula, può essere ottenuta con diverse tecniche quali la permeabilizzazione delle membrane (nei batteri o lieviti), procedimenti meccanici (proiezione nell'ospite di microsfere di tungsteno o in oro recante il plasmide), introduzione di vettori biologici (utilizzando batteri per trasformare piante o per la trasformazione di altri batteri); è anche possibile introdurre il gene direttamente nella cella con microiniezione.

### Uso di vettori plasmidici
Le tecnologie attuali utilizzate per il trasferimento di geni attraverso la linea germinale di mammiferi richiede l'integrazione di DNA esogeno in un sito casuale all'interno del genoma ospite. Tuttavia, questo processo può generare effetti indesiderati, in quanto può posizionarsi non correttamente nel genoma dell'ospite o portare mutazioni nocive. Cromosomi artificiali di mammiferi sono buoni vettori per la produzione di transgeni, così come per la produzione di proteine cellulari e per applicazioni di terapia genica. Tutto questo perché hanno il vantaggio di: 
1. avere al capacità di trasportare molecole di DNA di grandi dimensioni;
2. avere la possibilità di replicare in parallelo col genoma dell'ospite, ma non integrato in esso;
3. avere al capacità di venir trasmessi attraverso la linea germinale.

Il DNA satellite artificiale basato su cromosomi (SATAC) contiene: un'origine non virale di replicazione, i telomeri e il centromero.
La transgenesi e il successivo monitoraggio della presenza del cromosoma artificiale prevede i seguenti passaggi:
1. Isolamento dei SATAC, citometria a flusso, e quindi raccolta per centrifugazione.
2. Coltivazione degli embrioni (per esempio di topo).
3. Esecuzione di una microiniezione dei SATAC nei pronuclei del topo, usando micropipette di vetro borosilicato.
4. Estrazione totale del DNA genomico e amplificazione mediante PCR per valutare la presenza di Igromicina. Si procede poi con la colorazione della B-galattosidasi per verificare l'attività del gene lac Z (entrambi i geni sono presenti nel SATAC).
5. Esecuzione, su embrioni coltivati su Colcemid (cellule bloccate in fase M), di un'ibridazione in situ fluorescente (FISH) con sonde di DNA satellite, lac Z e HPH.

Si è osservato che i cromosomi artificiali possono essere trasmessi, durante la mitosi, alla prole transgenica della persona, consentendo la sopravvivenza di una percentuale accettabile di individui.
La creazione di topi transgenici con i SATAC permette applicazioni nella genomica funzionale e creazione di modelli animali di malattie umane.

### Analisi dell'espressione del transgene
Dopo che il transgene è stato introdotto nella cellula bersaglio, bisogna verificare se si esprime correttamente nel suo nuovo ambiente. Risulta pertanto opportuno analizzare i livelli di espressione del suo RNA e delle sue proteine. Per determinare l'attività trascrizionale del transgene si possono usare varie tecniche: Northern blot, RT PCR e ibridazione in situ. Invece per l'analisi dell'espressione del transgene a livello della traduzione si usano Western blot e immunoistochimica. Sono possibili variazioni nell'espressione del transgene in seguito al diverso sito di integrazione dello stesso. Ad esempio i primi topi che esprimevano il transgene per l'ormone della crescita, presentavano dimensioni del corpo raddoppiate rispetto ai topi wild type; i ricercatori hanno concluso affermando che la quantità di cDNA introdotta, sotto il controllo del promotore inducibile del gene della metallotioneina, era eccessiva e non regolata. Per questo è necessario inserire ulteriori regioni regolatrici specifiche per il gene in questione.

## Esempi Applicativi

### Transgenesi nella manipolazione di organismi vegetali
Le piante rappresentano una risorsa importante per la produzione di proteine ricombinanti, in quanto esse richiedono bassi costi per essere coltivate, il passaggio dal laboratorio all'applicazione su larga scala è relativamente semplice ed inoltre i potenziali rischi di contaminazione da parte di agenti virali risultano piuttosto ridotti. Le cellule vegetali inoltre presentano vie di modificazione post-traduzionali simili a quelle animali, differenziandosi soltanto per piccole variazioni nelle vie di glicosilazione (Cabanes-Macheteau et al. 1999). Il loro impiego per la produzione di proteine ricombinanti umane da destinarsi all'uso terapeutico è quindi risultato di grande interesse.
Tra gli esempi più significativi ricordiamo l'ormone della crescita umano, prodotto come proteina di fusione con la nopalina sintasi di Agrobacterium in tabacco e girasole transgenici (Barta et al. 1986). Ciò è stato possibile sfruttando la capacità intrinseca dell'Agrobacterium di infettare le piante attraverso il trasferimento e la seguente integrazione nel DNA cromosomico di una regione del proprio plasmide Ti (induttore di tumore a livello del colletto della pianta). Attualmente il tabacco pur essendo la specie più utilizzata per questo tipo di studi, vegetali commestibili come il riso stanno acquistando grande interesse da parte dei ricercatori in quanto potrebbero essere direttamente consumati senza la necessità di purificare la proteina ricombinante prodotta.
Un classico esempio di transgenesi interessa proprio la produzione di riso geneticamente modificato. Il riso selvatico non produce vitamina A. Il primo passo è estrarre, da un altro vegetale, il gene che codifica per questa vitamina ( "futuro" transgene); successivamente quest'ultimo verrà introdotto nel genoma del riso selvatico affinché la vitamina venga prodotta. Dato che questo cereale è largamente consumato in Oriente, la realizzazione di un riso produttore di vitamina A preverrebbe gravi disturbi, come la cecità, legati alla mancanza di suddetta vitamina.

### Transgenesi nella manipolazione di cellule embrionali
Una Transgenesi applicata alla manipolazione di cellule embrionale prevede l'introduzione di DNA estraneo nelle cellule sopraddette totipotenti (cellule ES). Queste cellule sono prese all'interno della blastocisti. Il DNA estraneo viene introdotto nelle cellule ES utilizzando varie tecniche, le cellule trasfettate vengono poi reintrodotte in una blastocisti e re-impiantati in una donna. Con questa tecnica, i neonati sono chimere, alcuni, con materiale genetico originale mentre altri sono geneticamente modificati.
Dato che nel 1982 si è ottenuto in laboratorio il primo caso di un topo transgenico, oggi la produzione di animali transgenici aumenta ogni giorno, infatti si possono manipolare, oltre a cellule embrionali umane anche quelle di maiali, mucche, conigli, e pecore. La tecnica è svolta principalmente con microiniezione e avviene nel modo seguente:
- nella prima fase, si isola un gran numero di uova fecondate; queste si ottengono sottoponendo le femmine(di qualsiasi specie) al trattamento ormonale per indurre superovulazione;
- nella seconda fase, gli zigoti sono trattati uno per uno e con una micropipetta avviene l'introduzione di una soluzione contenente DNA esogeno;
- nella terza fase, queste uova sono reimpiantate nelle vie genitali femminili controllando nel corso del tempo che il periodo di gestazione proceda senza problemi. Al termine della gravidanza, dopo lo svezzamento del neonato, si controlla se vi è stata l'integrazione del transgene.

### Transgenesi in metafase II
Nei primi anni duemila è stata messa a punto una nuova tecnologia che permette di inserire addirittura dei cromosomi interi. Questa nuova tecnica va appunto sotto il nome di transgenesi in metafase II. La pratica consiste nel prelevare da una cavia frammenti di DNA o cromosomi interi e miscelarli con degli spermatozoi maturi.
Gli spermatozoi vengono precedentemente trattati con detergenti o sottoposti a cicli di congelamento e scongelamento, dato che questo sembra migliorare la riuscita dell'esperimento. A questo punto il tutto viene inserito in un ovocita in metafase II, in una particolare fase del ciclo cellulare, attraverso una microiniezione che entra dentro la cellula e rilascia il suo contenuto.

### Animali transgenici
Per migliorare geneticamente il bestiame e altri animali domestici in rapporto a tratti quali la resa del latte, le caratteristiche della lana, la velocità di acquisto, del peso, la frequenza di deposizione delle uova, sono necessarie parecchie generazioni di accoppiamenti selettivi. Ad ogni generazione successiva si utilizzano come riproduttori animali di caratteristiche superiori e, alla fine, si ottengono come linee riproduttive più o meno pure animali di elevata produzione.
Fino a non molto tempo fa la riproduzione selettiva era l'unico modo di migliorare le caratteristiche genetiche degli animali domestici. La capacità di trasferire i geni nelle cellule dei mammiferi e di creare animali geneticamente identici trapiantando i nuclei del tessuto embrionale nelle uova private di nucleo originale ha condotto la ricerca al punto di collocare nel DNA cromosomiale degli organismi superiori singoli geni o aggregati genici funzionali.
Si definisce transgenico un animale la cui composizione genetica sia stata alterata mediante l'addizione di DNA estraneo (esogeno).
- Bovini transgenici

Per la creazione di tali animali i ricercatori come prima cosa sono andati a raccogliere gli ovociti, che sono stati fatti maturare in vitro e successivamente, sempre in vitro sono stati fecondati con gli spermatozoi di toro. Attraverso la centrifugazione sono stati messi in evidenza i pronuclei maschili nei quali, mediante delle microiniezioni è stato inserito il DNA. L'embrione è stato fatto sviluppare in vitro fino allo stadio di blastocisti; a questo punto si fa avviene l'impianto in una madre adottiva e dopo il parto è stato condotto uno screening sulla prole per vedere in quale quantità era presente il transgene.
I risultati di tale studi sono stati poco soddisfacenti perché partendo da 2460 oociti sono stati ottenuti solamente due vitelli che contenessero il transgene.
Attraverso la transgenesi è possibile generare mucche da latte che producano un latte con composizione diversa. La quantità di formaggio ricavabile dal latte è proporzionale alla caseina K, aumentando la caseina K sovraesprimendo il gene è logico pensare di poter aumentare la quantità di formaggio ottenibile. L'espressione del transgene per lattasi nella ghiandola mammaria inoltre, porterebbe alla produzione di un latte privo di lattosio, ottimo per le persone che manifestano intolleranza al lattosio. Per il bestiame in genere si può arrivare alla creazione di animali resistenti alle malattie batteriche, virali e di parassiti. Attualmente le malattie di questo tipo vengono controllate tramite la vaccinazione e le medicine. Si sta pensando di fornire una protezione immunitaria ereditaria realizzata mediante transgenesi. La tecnica consisterebbe nell'introdurre transgeni di un anticorpo atto a legare uno specifico antigene (immunizzazione in vivo).
Inoltre, recentemente in Cina sono stati condotti esperimenti su vacche transgeniche in grado di produrre latte umano e ricco di proteine. Questo è stato possibile grazie all'introduzione di geni umani in circa trecento bovini che hanno iniziato a fornire latte ricco di lisozima e lattoferrina. Il gruppo di ricercatori che ha effettuato la ricerca, pubblicata su Public Library of Science One, sono sicuri che il latte prodotto dalle vacche è sicuro dato che è molto simile, se non uguale, a quello prodotto dalle donne appena diventate madri. In Gran Bretagna però, Helen Wallace, della GeneWatch ha dichiarato che non si può essere sicuri che questo latte sia sicuro per gli esseri umani e per questo motivo bisognerebbe fare dei test su larga scala.
- Topi transgenici

Animazione della struttura a doppia elica del DNA.

La tecnologia transgenica è stata sviluppata e perfezionata sul topo da esperimento. Fin dal 1980 sono stati creati diversi ceppi di topo transgenici per centinaia di geni diversi. Ai fini della transgenesi il DNA viene introdotto nei topi in tre modi: 1) vettori retrovirali che infettano l'embrione nelle prime fasi di vita, prima dell'impianto in una femmina ricettiva; 2) microiniezione nel pronucleo maschile di un uovo fertilizzato; 3) introduzione di cellule staminali totipotenti manipolate geneticamente nell'embrione nelle prime fasi di sviluppo.
I topi si prestano ad essere utilizzati come sistemi modello sia per alcune malattie dell'uomo sia per testare potenziali agenti terapeutici.
Tra le malattie genetiche più studiate mediante questi topi vanno citati: il morbo di Alzheimer, l'artrite, la distrofia muscolare, l'ipertensione, vari disturbi neurodegenerativi e delle disfunzioni endocrine.
Il morbo di Alzheimer colpisce circa l'1% della popolazione tra i 60-65 anni. Questo disturbo colpisce solamente negli Stati Uniti circa 4 milioni di persone e costa approssimativamente 100 miliardi di dollari. Nelle cellule cerebrali di questi soggetti, all'interno dei corpi cellulari, si accumulano dei grovigli di neurofibrille, a livello delle sinapsi dei densi aggregati extracellulari detti placche senili e, a livello dei vasi cerebrali si osservano degli aggregati detti corpi amiloidi.
Sia le placche senili che i corpi amieloidi sono costituiti da una proteina detta Aβ la quale deriva dalla scissione proteolitica della proteina precursore dell'amiloide β, APP. Sono stati generati topi transgenici in possesso di varie versioni del gene dell'APP, e una neurodegenerazione simile alla malattia si è ottenuta con un transgene costituito dalla regione codificatrice degli ultimi 100 aminoacidi di APP, che contiene la sequenza proteinica Aβ. In questo modo è stato possibile ottenere un modello animale fondamentale per rispondere ai quesiti sul fondamento molecolare di questa malattia.
Nel caso della fibrosi cistica i topi sono stati progettati per secernere nel latte il prodotto della proteina regolatrice transmembrana della fibrosi cistica (CFTR). Tale proteina è coinvolta nella regolazione dei canali del cloro e una sua alterazione provoca l'accumulo di muco in diversi organi(pancreas e polmoni) con gravi conseguenze respiratorie che portano alla morte.
I sistemi di espressione in vitro non sono risultati efficienti in quanto tale proteina si accumula nella membrana delle cellule trasfettate e ne alterano il metabolismo; invece le cellule della ghiandola mammaria inglobano nei globuli di grasso parte della membrana e siccome questi globuli vengono secreti nel latte la ghiandola mammaria non risente dell'accumulo della CFTR.
Dal punto di vista applicativo è stato clonata una sequenza di cDNA della CFTR all'interno di un gene difettivo per la caseina β tra l'esone 2 e il 7,inoltre per favorire l trascrizione del transgene sono state conservate le sequenze promotrici e quelle di arresto della caseina β. Il latte delle femmine transgeniche conteneva la CFTR nella membrana dei globuli di grasso senza che gli animali riportassero effetti negativi. Tali ricerche sono state condotte sulle capre ma, dati gli ottimi risultati si sta estendendo la ricerca anche su mucche e pecore.

## Animali transgenici: modelli di patologie umane
Per anni i mammiferi sono stati impiegati per lo studio di malattie umane, sia per quanto concerne i meccanismi patogenetici che l'eventuale efficacia di terapie innovative che permettessero di attuare trial clinici sull'uomo. Prima dell'avvento però delle tecniche per la creazione di animali transgenici, trovare animali che rappresentassero il modello di malattie su base genetica, e quindi ereditabili, risultava estremamente difficile, se non impossibile. Oggi grazie alla manipolazione genica, nonché alla tecnica del DNA ricombinante, si possono creare animali modello per le diverse patologie. Tra i primi modelli ricordiamo i topi con particolari predisposizioni al cancro, nei quali erano stati inseriti proto-oncogeni esogeni. Nel caso di malattie più complesse, causate dall'azione contemporanea di più geni, le cosiddette "malattie multifattoriali", la creazione di modelli transgenici adeguati risulta estremamente problematica. Nonostante ciò risultati stimolanti sono stati ottenuti dall'incrocio di ceppi di topi transgenici diversi. Un esempio è l'accoppiamento tra topi "undulated" ( che mancano del fattore di trascrizione Pax-1) e Patch (eterozigoti per un allele nullo del gene del fattore piastrinico di crescita, PDGF) che origina una progenie con il difetto congenito umano della spina bifida occulta (Helwing et al., 1995).
- Pecore, capre e maiali transgenici

Si è riusciti a migliorare la produzione della lana aumentando nelle pecore transgeniche la crescita del vello mediante sovraespressione di un costrutto costituito da un promotore murino della cheratina. Inoltre la transgenesi applicata alle pecore e alle capre è stata diretta verso lo sviluppo delle ghiandole mammarie come bioreattori per la produzione di proteine di impiego farmaceutico. In questi animali la transgenesi non ha sortito effetti negativi né sulla madre né sulla progenie lattante. L'introduzione nel maiale del transgene dell'ormone bovino della crescita, invece, ha portato si ad una maggiore attitudine a trasformare il cibo in massa corporea, ma anche a disturbi patologici come l'ulcera gastrica, le disfunzioni renali, lo zoppicamento, l'infiammazione cardiaca. Risultati positivi sono stati ottenuti nella produzione di emoglobina umana tramite maiali transgenici modificati con un costrutto costituito da una regione regolatrice del gene della globina β dell'uomo congiunto con due geni della globina a1 umana e un gene della globina βA umana.
L'impedimento al trapianto di organi da una specie ad un'altra è il rigetto iperacuto. Gli animali sono una fonte preziosa di organi da trapiantare, ma la presenza di anticorpi preesistenti nell'organismo ospite che si lega ad un epitopo presente sulla superficie delle cellule dell'organo impiantato, causano una risposta infiammatoria che porta alla perdita dell'organo trapiantato. In condizioni naturali le proteine superficiali delle cellule che rivestono i vasi sanguigni (inibitrici del complemento) proteggono le cellule dalla risposta infiammatoria. Se l'animale donatore recasse dei geni per le proteine umane inibitrici del complemento, l'organo trapiantato risulterebbe protetto dalla risposta infiammatoria. Per questo sono stati prodotti maiali transgenici in possesso di geni inibitori del complemento. Il trapianto in primati di organi appartenenti a questi maiali transgenici ha visto un leggero rallentamento nel rigetto dell'organo.
- Galline transgeniche

Tali organismi servirebbero a far diminuire i livelli di grassi e colesterolo nelle uova e a migliorare la qualità delle carni. Si potrebbero ottenere delle galline resistenti alla malattie virali e si ipotizza anche la possibilità di ricavare dall'uovo delle proteine ad uso farmaceutico che si accumulerebbero nell'albume o nell'uovo (sperimentazione al momento in atto).
- Pesci transgenici

A causa dell'esaurimento della pesca, questa risorsa alimentare si baserà sempre di più sull'acquacoltura. L'alterazione genetica del pesce diviene un obbiettivo fondamentale della ricerca. Finora sono stati introdotti transgeni in un certo numero di specie, la carpa, il pesce gatto, la trota, il salmone. Lo sviluppo dell'uovo dei pesci avviene all'esterno quindi non è necessario l'impianto ma lo sviluppo può avvenire in vasche termoregolate. la percentuale degli embrioni di pesce che sopravvive dopo la microiniezione di DNA è elevata con una produzione di pesci transgenici che varia dal 10 al 70%. Molti studi si sono concentrati sulla valutazione dell'effetto del transgene dell'ormone della crescita sul tasso di crescita. È stato iniettato nelle uova di salmone atlantico un transgene sotto il controllo del promotore del gene della proteina antigelo dell'anguilla di mare (Macrozoarces americanus). I salmoni erano più grandi e crescevano in fretta. Sono state quindi microiniettate uova del salmone della costa pacifica nordamericana e in capo ad un anno i solmoni transgenici erano 11 volte più pesanti di quelli non transgenici.